# Gjergj Fishta
Gjergj Fishta (Fishtë, 23 ottobre 1871 – Scutari, 30 dicembre 1940) è stato un poeta, politico, traduttore ed un frate francescano albanese, nonché Accademico d’Italia nell'ultimo anno di vita, è considerato uno degli scrittori albanesi più influenti del XX secolo per il suo capolavoro epico Il liuto della montagna (in albanese Lahuta e Malcís) e fu il direttore e fondatore di due delle riviste più autorevoli dall'indipendenza dell'Albania, Posta e Shypniës (1916-1917) e Hylli i Dritës (1913-)..

Firma di Gjerg Fishta

Fu il presidente della commissione del Congresso di Monastir, che sancì l'alfabeto albanese. Fece parte della delegazione albanese alla Conferenza di Parigi del 1919.
Nel 1921 divenne membro e vicepresidente del parlamento albanese, successivamente negli anni '20 e '30 fu tra le figure culturali e letterarie più influenti in Albania. Con l'instaurazione del regime comunista, le sue opere letterarie furono censurate e tolte dalla circolazione, fino alla caduta stessa del comunismo.

## Biografia
Nacque a Fishtë, villaggio nella pianura di Zadrima, parte della Diocesi di Scutari, al tempo nel Sangiaccato di Scutari, oggi nel distretto di Alessio.
Fu battezzato con il nome Zef (Giuseppe), il più piccolo dei 4 figli di Ndokë Simon Ndoci e di Prenda Lazër Kaçi.
La famiglia affidò Zef ai frati francescani per la scolarizzazione. La scuola elementare la frequentò a Scutari dove ebbe come maestro padre A. Mariani di Palmanova, il Prefetto dell'Ordine di Epiro. Nel 1880 entrò nel collegio dei francescani a Troshan (vicino a Fishtë).
Nel 1886 gli alunni vennero trasferiti in Bosnia per proseguire gli studi. Zef e altri 5 alunni furono spedito presso il convento di Travnik dove prese il nome Gjergj, secondo la prassi francescana. Gli studi filosofici li fece presso il convento di Sutiske, mentre quelli teologici nel convento di Livno.
Lesse i vari Miošić, Martić, Njegoš e Mažuranić, ma il più affine a lui fu Njegoš e la sua opera Il Serto della montagna.
Tornò nella sua patria nel 1894 e diventò sacerdote a Troshan, dove insegnò nel collegio dei francescani. Dopo alcuni anni gli venne assegnata la parrocchia di Gomsiqe, nella Abbazia di Mirdizia, dove iniziò a scrivere la sua opera più famosa, ovvero Il liuto della montagna (Lahuta e Malcís).
Nel 1899 divenne membro della Società Letteraria "Bashkimi" (l'Unità) fondata dall’abate Prengë Doçi. Nel 1908 prese parte al congresso di Manastir nell'odierna Bitola per convenire all'unificazione degli alfabeti usati per scrivere l'albanese. Nel 1909 venne nominato segretario generale della missione Francescana in Albania e preside della scuola francescana a Scutari (primo preside albanese). Riuscì ad elevare la sua scuola al rango di scuola nazionale, dove la lingua d'insegnamento fu l'albanese, mentre italiano, latino, greco, turco e altre, furono insegnate come lingue straniere.
Prese parte nel 1919 da diplomatico alla conferenza di Parigi. Nel 1920 venne eletto dalla cittadinanza di Scutari membro del Parlamento nazionale, del quale divenne vicepresidente nel 1921; sostenne nel 1924 le rivendicazioni democratiche del rivoluzionario Fan Stilian Noli e per questo venne poi esiliato da Ahmet Zogu, che nel frattempo aveva ripreso il potere. Decise di partire per l'Italia (1925-1926); tornò quindi in Albania in seguito alla definitiva caduta di Zog per riprendere il suo posto d'insegnante a Scutari. Nel frattempo fondò un giornale chiamato Hylli i Drites (Stella del mattino), del quale era diventato direttore, che venne chiuso dopo un anno. In seguito fondò un altro giornale chiamato Posta e Shqypnis (Posta d'Albania) che avrà vita più lunga, anche se sempre considerato "non politicamente corretto".
Venne descritto come grande oratore e predicatore. Alle sue messe partecipavano anche personalità Ottomane, solo per deliziarsi delle sue doti oratorie. L'interesse per la letteratura e per la politica non furono gli unici interessi di padre Gjergj Fishta. S'interessò molto anche di fisica, matematica, astronomia e altre scienze ancora. Una vera passione, per Fishta, fu l'architettura. Era affascinato dagli architetti italiani e dalla loro arte, negli anni si cimentò con dedizione e realizzò dei progetti con successo, come il progetto e la realizzazione della chiesa cattolica di Alessio.
Continuò a dirigere la scuola, a dire messa e a scrivere fino alla fine dei suoi giorni. Morì il 30 dicembre 1940 a Scutari.

## Opere
- Il liuto della montagna (Lahuta e Malcís): poema eroico in 30 canti e 15.613 versi, celebra le guerre combattute dagli albanesi contro gli slavi e i turchi, dal congresso di Berlino sino alla fine della guerra turco-balcanica, per l'indipendenza e l'integrità della loro patria. Scopo del poema è di creare l'unione degli albanesi e la coscienza nazionale del popolo. Pubblicata nel 1937
- Il meriggio della Muse: è una raccolta di odi e carmi patriottici e di vario soggetto. In appendice il frammento di un canto eroico isolato
- Il Coro dei Cieli: racconta di odi e canti di soggetto sacro. In appendice, la leggenda sulla vita di san Antonio di Padova
- Giuda Maccabeo: tragedia.
- Ifigenia in Aulide: tragedia.
- Il ritorno di Ulisse in Itaca: bozza drammatica.
- I pastori di Betlemme: pastorale.
- Francesco D'Assisi: melodramma.
- Luigi Gonzaga: melodramma.
- L'albanese incivilito (civilizzato): melodramma.
- La donna albanese incivilita (civilizzata): melodramma per la ricorrenza dei 50 anni delle scuole delle Stimmatine.
- Jerina, ossia, la Regina dei Fiori: melodramma.
- Le furberie di Patuk: commedia che imita un'opera di Molière.
- L'ammalato immaginario: commedia che imita un'opera di Molière.
- Hajrija: tragedia in 5 atti.
- Le Vespe del Parnaso: Satira politica e sociale.
- L'asino di Babatasi: poema satirico in forma drammatica, diviso in due parti. La prima parte fu pubblicata nel 1923, la seconda parte non fu mai pubblicata.
- Traduzioni: i cinque inni Sacri di Manzoni; il cinque maggio, sempre di Manzoni; Ariete di Metastasio etc.
- Altre sistematiche pubblicazioni su giornali e riviste, tra cui rivista H. i Drites (Stella del mattino), Lajmetari (il messaggero) e Posta e Shqypnis (Posta d'Albania) dai diversi temi: pastorali, politici, sociali, dell'emancipazione delle donne etc.
- L'intera opera di Fishta comprende 50.000 versi.

## Onorificenze
- Accademico d'Italia 1939, dal governo italiano
- Medaglia "Phoenix" 1931, dal governo greco
- Titolo Lector Jubilatus 1929, dall'Ordine dei Francescani.
- Medaglia di Benemerenza 1925, da papa Pio XI.
- Penna d'Oro 1913, dalla città di Berat
- Medaglia "Ritterkreuz" 1912, dall'imperatore d'Austria
- Medaglia "Mearif" 1912, dal governo turco.
- Corona d'argento 1911, dal Club della Lingua Albanese di Scutari.